# Puchar Europy w Chodzie Sportowym 2015
11. Puchar Europy w Chodzie Sportowym – zawody lekkoatletyczne w chodzie sportowym, które odbyły się 17 maja 2015 w hiszpańskiej Murcji.

## Rezultaty

### Mężczyźni
| Konkurencja:                       | 1. miejsce                                               | Rezultat | 2. miejsce | Rezultat | 3. miejsce                                               | Rezultat |
| Chód na 10 km juniorów             | Diego García                                             | 40:38    | Jean Blancheteau | 41:11 PB | Pablo Oliva                                              | 41:19 PB |
| Chód na 10 km juniorów (Drużynowo) | Hiszpania · Diego García · Pablo Oliva                   | 4 pkt.   | Francja · Jean Blancheteau · Thibaut Hypolite                                                                              | 11 pkt.  | Niemcy · Karl Junghannß · Nathaniel Seiler               | 17 pkt.  |
| Chód na 20 km                      | Miguel Ángel López                                       | 1:19:52  | Matej Tóth | 1:20:21  | Yohann Diniz                                             | 1:20:37  |
| Chód na 20 km (Drużynowo)          | Niemcy · Christopher Linke · Hagen Pohle · Carl Dohmann  | 32 pkt.  | Rosja · Andriej Kriwow · Dienis Striełkow · Piotr Trofimow                                                                 | 35 pkt.  | Ukraina · Ihor Hławan · Andrij Kowenko · Nazar Kowalenko | 37 pkt.  |
| Chód na 50 km                      | Michaił Ryżow                                            | 3:43:32  | Iwan Noskow | 3:43:57  | Marco De Luca                                            | 3:46:21  |
| Chód na 50 km (Drużynowo)          | Rosja · Michaił Ryżow · Iwan Noskow · Roman Jewstifiejew | 8 pkt.   | Ukraina · Iwan Banzeruk · Serhij Budza · Ihor Saharuk · Włochy · Marco De Luca · Teodorico Caporaso · Federico Tontodonati | 23 pkt.  |                                                          |          |

### Kobiety
| Konkurencja:                       | 1. miejsce                                                          | Rezultat | 2. miejsce                                                     | Rezultat   | 3. miejsce                                                | Rezultat |
| Chód na 10 km juniorek             | Kławdija Afanasjewa                                                 | 44:45    | Marija Łosinowa                                                | 46:14      | Mária Pérez                                               | 46:29    |
| Chód na 10 km juniorek (Drużynowo) | Rosja · Kławdija Afanasjewa · Marija Łosinowa                       | 3 pkt.   | Hiszpania · Mária Pérez · Lidia Sánchez-Puebla                 | 9 pkt.     | Włochy · Noemi Stella · Eleonora Dominici                 | 12 pkt.  |
| Chód na 20 km                      | Elmira Alembiekowa                                                  | 1:26:15  | Eleonora Giorgi                                                | 1:26:17 NR | Swietłana Wasiljewa                                       | 1:26:31  |
| Chód na 20 km (Drużynowo)          | Rosja · Elmira Alembiekowa · Swietłana Wasiljewa · Marina Pandakowa | 9 pkt.   | Włochy · Eleonora Giorgi · Elisa Rigaudo · Valentina Trapletti | 30 pkt.    | Portugalia · Ana Cabecinha · Vera Santos · Inês Henriques | 38 pkt.  |